# Kano og kajak under sommer-OL 2016 - K4 500 m (damer)
Damernes K-4 500 meter under Sommer-OL 2016 fandt sted den 19. august - 20. august 2016 på Lagoa Rodrigo de Freitas ved Copacabana.

## Format
Konkurrencen blev indledt med to indledende heats med op til fem mandskaber i hvert heat. Vinderne af hvert heat gik direkte i finalen. Øvrige mandskaber gik til semifinalerne, hvor de tre bedste gik til finalen mens de resterende var elimineret. Indledende heats og semifinalerne blev afviklet om formiddagen den 19. august mens finalen blev afviklet om formiddagen den 20. august.